# غوفر السهول
غوفر السهول (الاسم العلمي: Geomys bursarius) (بالإنجليزية: Plains Pocket Gopher.)‏ هو نوع من القوارض يتبع جنس الغوفر من الفصيلة الغوفرية.